# Sinopoda bispina
Sinopoda bispina – gatunek pająka z rodziny spachaczowatych i podrodziny Heteropodinae.

## Taksonomia
Gatunek ten opisany został po raz pierwszy w 2020 roku przez Elenę Grall i Petera Jägera na łamach „Zootaxa”. Jako miejsce typowe wskazano jaskinię Pagoda koło Thibao w Pin Leung w południowej części birmańskiego stanu Szan. Epitet gatunkowy oznacza po łacinie „dwukolcowa”, odnosząc się do kształtu embolusa i apofizy embolicznej samca.

## Morfologia
Jedyny zmierzony okaz jest samcem o ciele długości 15,1 mm przy prosomie długości 7,2 mm i szerokości 6,5 mm. U okazu przechowywanego w alkoholu karapaks jest żółtawobrązowy z brązowymi paskami z tyłu i po bokach, szczękoczułki są rudobrązowe, nogogłaszczki i odnóża żółtawobrązowe, sternum żółte, natomiast opistosoma (odwłok) z wierzchu brązowa z białym nakrapianiem przodu i środka oraz brązowym środka i boków, a od spodu żółtawoszara. Oczy wszystkich par są wykształcone. Szczękoczułki mają trzy zęby na krawędzi przedniej i pięć na tylnej. Nogogłaszczki samca mają apofizę retrolateralną goleni o gałęzi grzbietowej niezakrzywionej w widoku brzusznym i nieco dłuższej niż krótka i zaokrąglona gałąź brzuszna, tegulum w części odsiebnej prawie tak szerokie jak w dosiebnej, długi i zakrzywiony konduktor o zaokrąglonym w widoku brzusznym szczycie wyrastający na godzinie pierwszej, sinusoidalny spermofor, lekko zakrzywiony embolus z kolcowatym wyrostkiem w części odsiebnej oraz dłuższą od niego apofizę emboliczną, również zaopatrzoną w kolcowaty wyrostek w części odsiebnej.

## Rozprzestrzenienie
Pająk orientalny, endemiczny dla Mjanmy, znany tylko z lokalizacji typowej na terenie stanu Szan. Odnaleziony został na wysokości 1480 m n.p.m.